# Sarkofagi z kościoła Wszystkich Świętych w Pszczynie

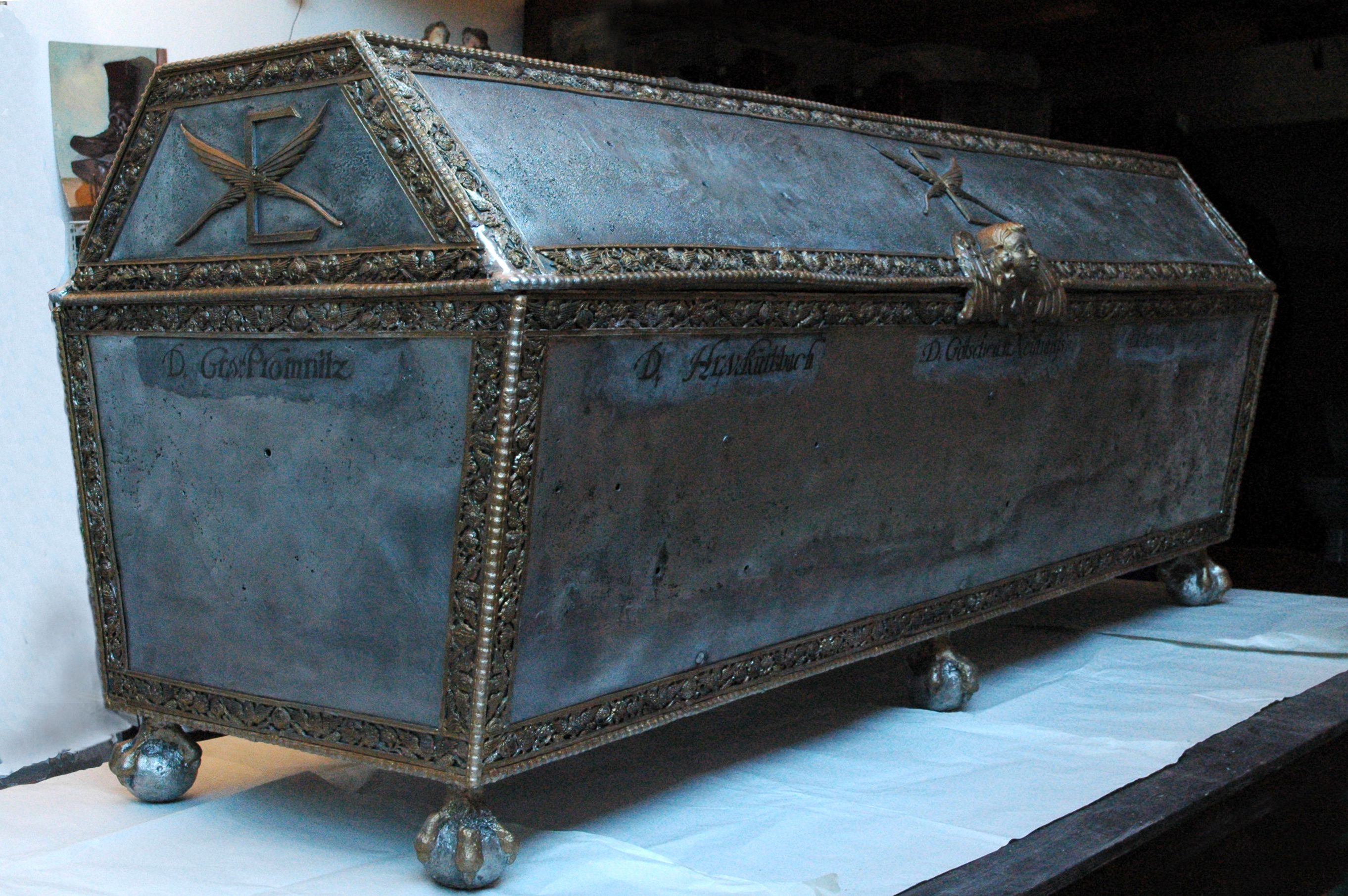
Sarkofag Erdmana I Promnitz

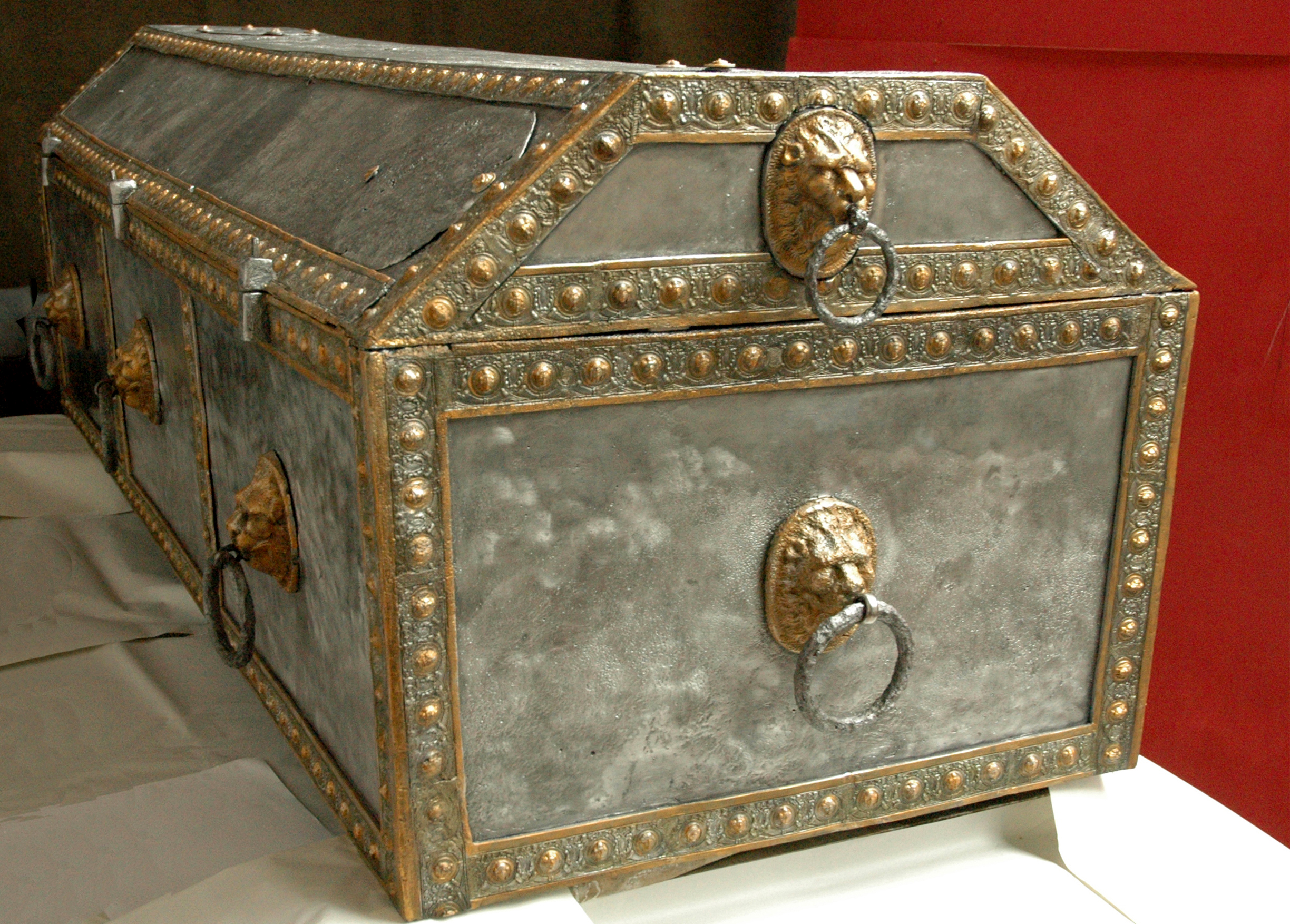
Sarkofag Zygfryda II Promnitz

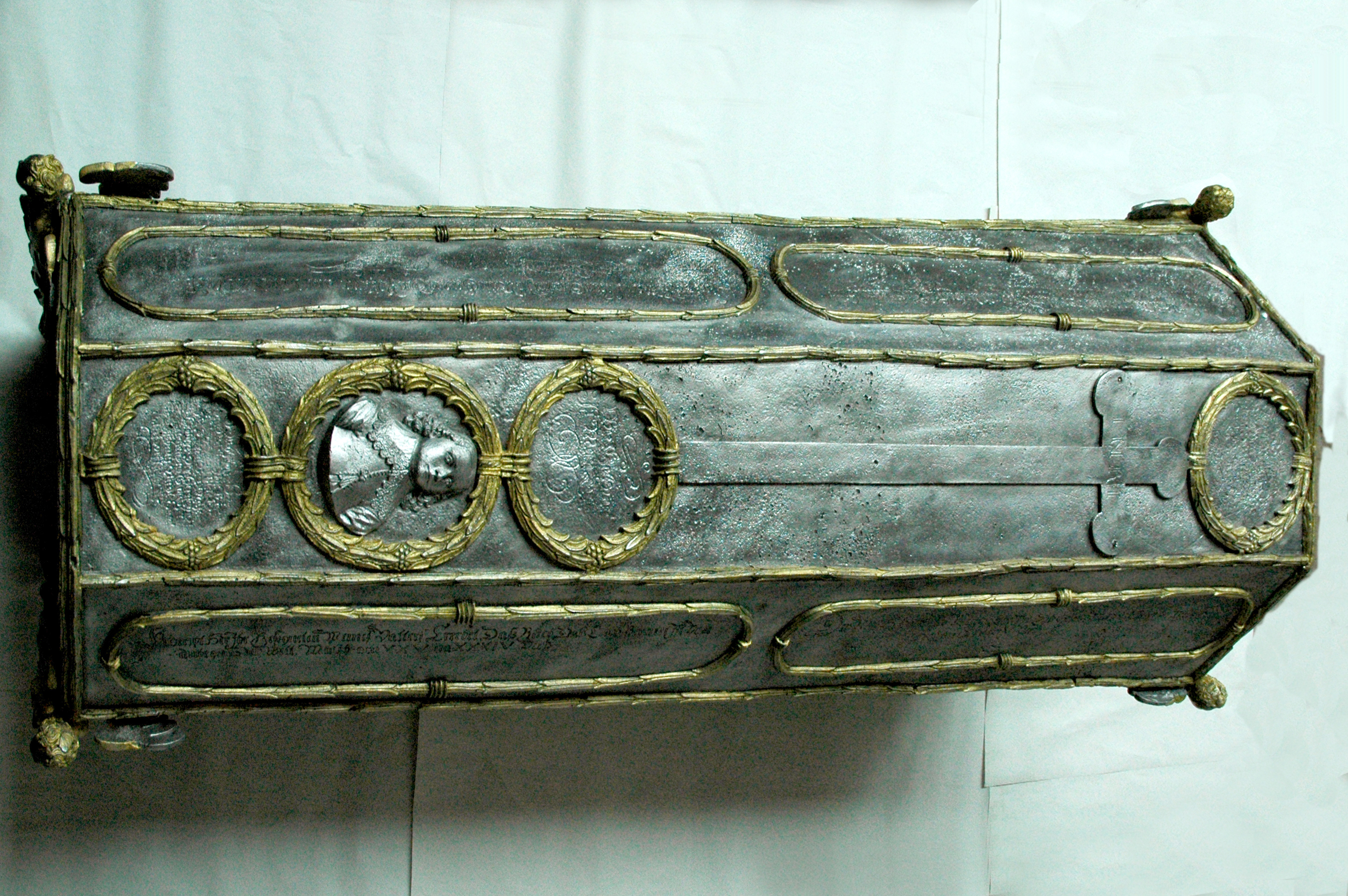
Sarkofag Weighardta Promnitz

Sarkofagi z kościoła Wszystkich Świętych w Pszczynie – zespół zabytkowych, metalowych sarkofagów rodziny von Promnitz odkryty w 1996 r. podczas prac konserwatorskich prowadzonych  w kościele Wszystkich Świętych w Pszczynie. W skład zespołu wchodzi 13 sarkofagów wykonanych z cyny lub miedzi, z bogatymi zdobieniami malarskimi i rzeźbiarskimi.

## Historia odkrycia
W 1996 r. w trakcie prac konserwatorskich prowadzonych w kościele Wszystkich Świętych w Pszczynie odkryto zamurowane wejście do krypty. Za zgodą proboszcza i pod nadzorem konserwatorów zabytków, krypta została otworzona. Wewnątrz krypty znajdowało się 13 zdobionych sarkofagów. Jako pierwszy do wnętrza krypty wszedł konserwator dzieł sztuki Tomasz Trzos, późniejszy inicjator, koordynator i wykonawca (wraz z żoną, konserwatorem dzieł sztuki dr Agnieszką Trzos) prac konserwatorskich zabytkowych sarkofagów.  Ze względu na brak środków na zabezpieczenie i konserwację znaleziska, pomieszczenie po pierwszym otwarciu zostało ponownie zamknięte.
Konserwacja zabytkowych sarkofagów rozpoczęła się dziesięć lat później. Prace rozpoczęto od wykonania otworu w posadzce kościoła i odsłonięcia zamurowanego okna krypty, które miało służyć jako droga wydobywania poszczególnych trumien. W 2006 r. prof. Wiesław Barabasz z Krakowa wykonał badania mikrobiologiczne i mykologiczne, następnie kryptę odgrzybiono i zdezynfekowano w celu zapewnienia bezpieczeństwa konserwatorom zabytków. W celu usystematyzowania prac sarkofagom nadano numery od 1 do 13. O kolejności wydobycia znalezisk i poddaniu pracom konserwatorskim decydował stan zachowania obiektu. Jako pierwszy wyjęto sarkofag nr 12.
Krypta kościoła Wszystkich Świętych w Pszczynie nosi ślady wielokrotnych rabunków i plądrowania. Trumny i szczątki ludzkie były poprzemieszczane, co dodatkowo utrudniło pracę konserwatorom zabytków i antropologom. Stan obecnej wiedzy (2023) potwierdza, że zostali tam pochowani: Erdman I Leopold von Promnitz, Weighardt von Promnitz, Urszula von Schaffgotsch, Anna Maria von Promnitz, Zygfryd II von Promnitz, Joanna von Promnitz oraz pięcioro dzieci z rodu von Promnitz, nieznanych z imienia. W jednym z sarkofagów (nr 12) złożono przemieszane szczątki pochodzące z kilku niezidentyfikowanych pochówków, osoba pochowana w ostatnim z sarkofagów nie została zidentyfikowana.

## Sarkofagi

### Sarkofag Erdmana I Leopolda von Promnitz
Erdman I Leopold von Promnitz (1631, zm. 18 stycznia 1664). Cynowy sarkofag, w którym został pochowany, wydobyto z krypty jako drugi. Stan zachowania obiektu był katastrofalny: brakowało dna, ściany były mocno zdeformowane, skrzynia pokryta była naroślami korozji, brakowało części elementów dekoracyjnych, w tym panoplii (których ślady zachowały się w formie negatywów). Nie zachowały się herby zdobiące wieko, ale udało się odczytać inskrypcje z nazwiskami herbowymi, które pomogły w pierwszej identyfikacji zmarłego. Rozpoznanie zmarłego potwierdził napis na wysklepieniu wieka odsłonięty po usunięciu nawarstwień, w czasie prac konserwatorskich. Wewnątrz zachowały się fragmenty tkanin, które pozwoliły konserwatorom zrekonstruować szatę grobową hrabiego. Zachowały się fragmenty jedwabiu, z którego wykonane było obicie trumny od wewnątrz, materac i poduszki, co świadczy o randze zmarłego. Znaleziono również dwa medaliki, w tym jeden posrebrzany.

### Sarkofag Zygfryda II von Promnitz
Cynowy sarkofag Zygfryda II von Promnitza (zm. 19 grudnia 1650), syna Weighardta (zm. 1618) został wyjęty z krypty w 2009 r. Nie zachowały się na nim możliwe do odczytania inskrypcje. Identyfikację zmarłego umożliwiły przedmioty znalezione wewnątrz: dzwonek z napisem znajdujący się pod poduszką i bransoleta zaręczynowa z przedstawieniem dwóch splecionych w uścisku dłoni. Zachował się również strój zmarłego.

### Sarkofag Weighardta von Promnitz
Weighardt von Promnitz syn Zygfryda II von Promnitza i jego żony Katarzyny Małgorzaty Kolowrat, zmarł w 1646 r., w wieku 7 lat. Zmarłego określa inskrypcja zachowana na skrzyni. Sarkofag poddano pracom konserwatorskim w 2011 r. Jego wieko ozdobione jest odlewem popiersia zmarłego. W Polsce jest to jedyny znany (według stanu wiedzy na 2019 r.) portret natrumienny pochodzący z XVII wieku wykonany tą techniką.

### Sarkofag Urszuli von Schaffgotsch
Sarkofag Urszuli von Schaffgotsch (1542-1587), żony Zygfryda (Seyfried) von Promnitza (1534-1597) został wydobyty i zakonserwowany jako pierwszy. W trakcie prac okazało się, że szczątki Urszuli prawdopodobnie zostały w nieokreślonej przeszłości przeniesione do sarkofagu nr 12. W trumnie Urszuli znaleziono obrączkę (ślubną?), pierścionek ozdobiony intaglio oraz różaniec. Konserwacja obiektu miała miejsce w 2010 r.

### Sarkofag Anny Marii von Promnitz
Badania sarkofagu Anny Marii von Promnitz (zm. 7 czerwca 1620) rozpoczęły się w 2010 r. Wykonano go z miedzi, posiada na wieku inskrypcję inicjały imienia i nazwiska oraz datę i godzinę śmierci  w j. niem. A 1620 A.M.V.P. ist selig im Herren entschlaffe, den 7. Iuni zu abendt zwischen 9 und 10 Uhrn. Pierwszą identyfikację zmarłej umożliwiły herby na trumnie: ojca Zygfryda (1534-1597) „w głowie” (z inicjałami V.P.F. von Promnitz) i matki Urszuli (1542-1587) „w nogach” (D.V.S.G. von Schaff Gotsch). Na bokach znajdują się herby z inicjałami przodków babek ze strony ojca i matki oraz malowidła będące personifikacjami wierności (Fides; z inicjałami D.V.N. przy herbie von Nostiz), nadziei (Spes; D.V.V.; von Unruh), miłosierdzia (Charitas; D.V.R. von Rohr) i zwycięstwa (Victoria; A.M.V.P.F. Promnitz). Rozpoznanie potwierdziła inskrypcja na wysklepieniu wieka, odsłonięta i odczytana w trakcie prac konserwatorskich. Wewnątrz znaleziono trzy złote pierścienie. Badania dostarczyły również wiedzy na temat roślin stosowanych do wypełniania poduszek i materacy trumiennych, w przypadku pochówku Anny Marii były to przede wszystkim owocostany chmielu.

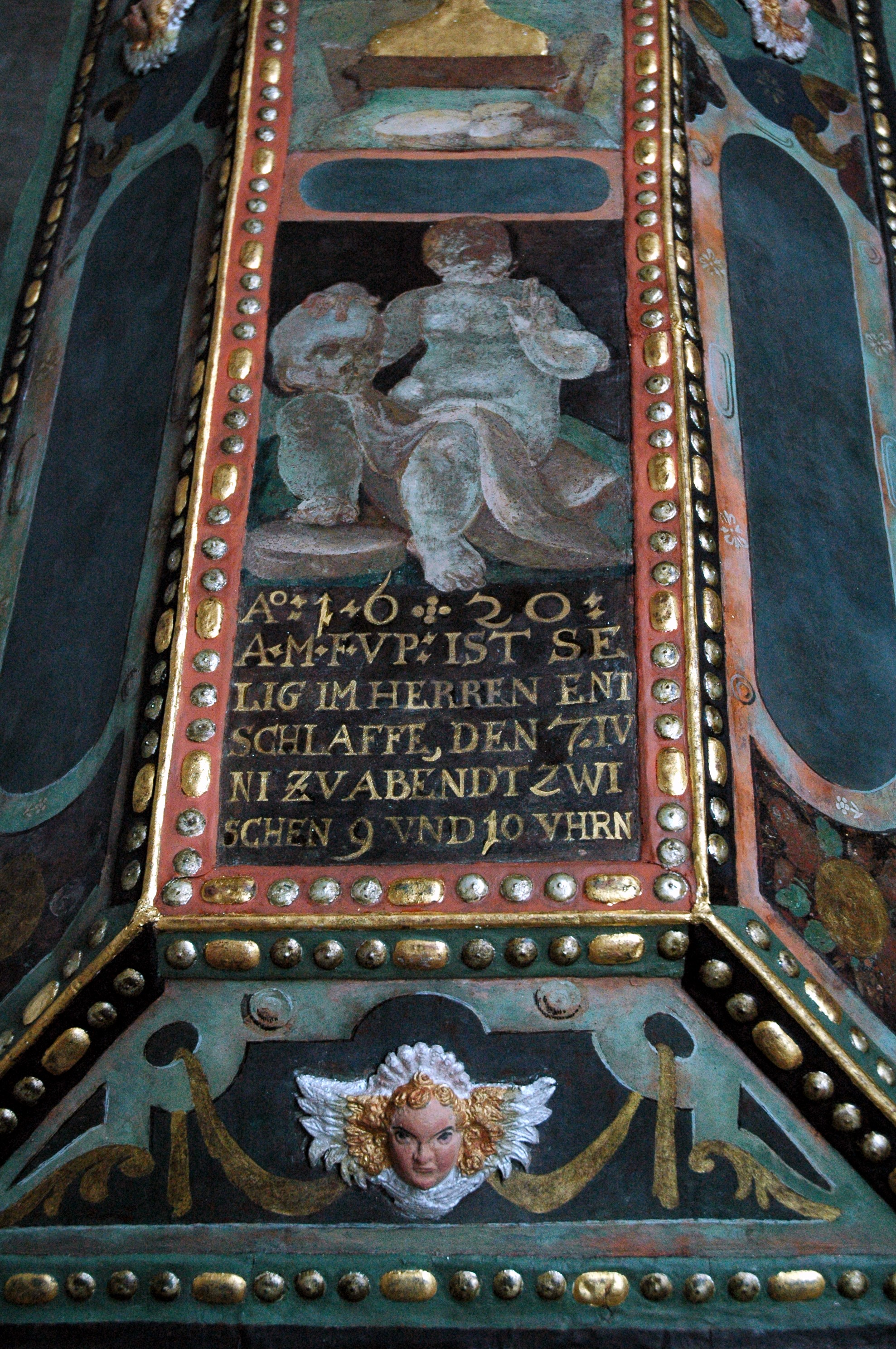
Wieko sarkofagu Anny Promnitz[e]
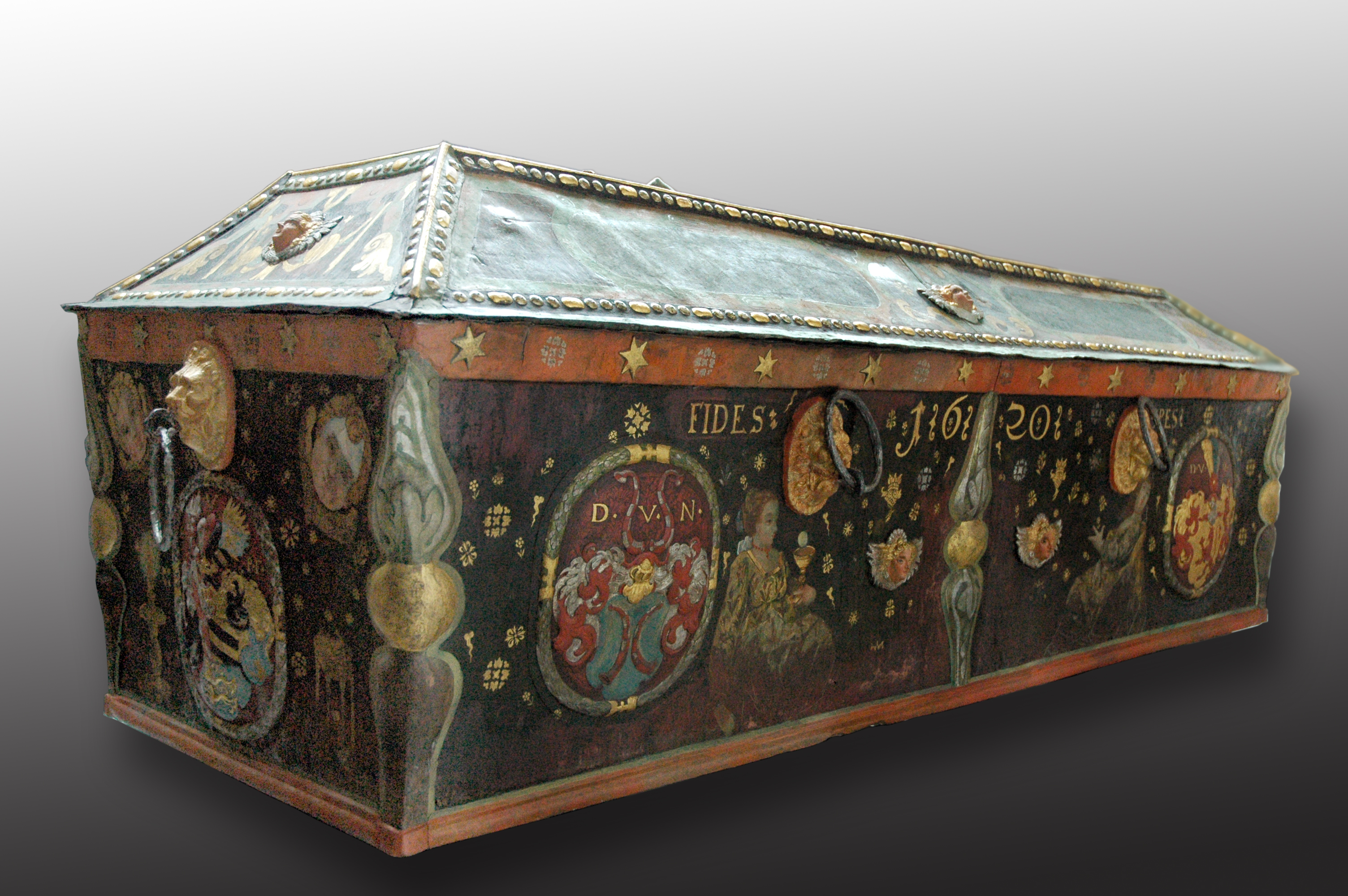
Herby: Promnitz (głowa), Nostiz, Unruh
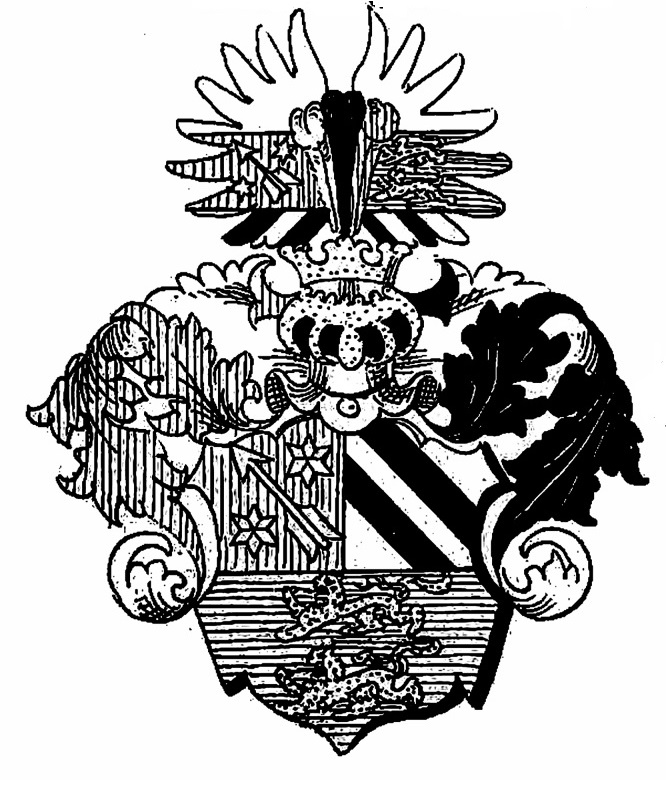
Herb von Promnitz
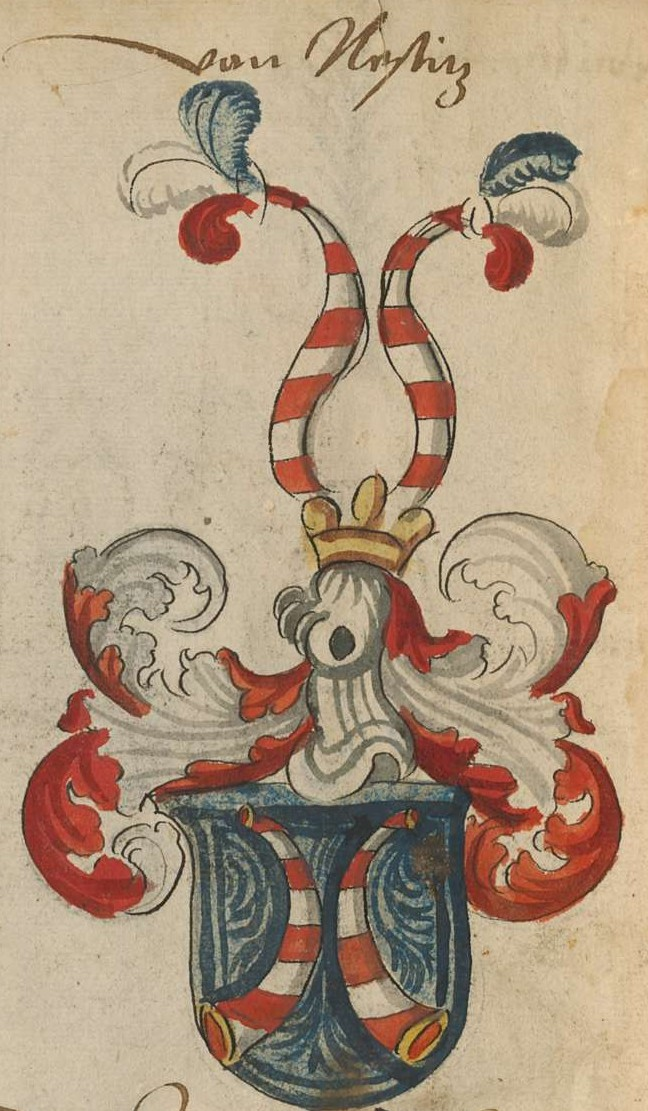
Herb von Nostiz
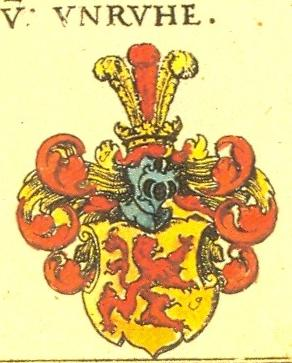
Herb von Unruh
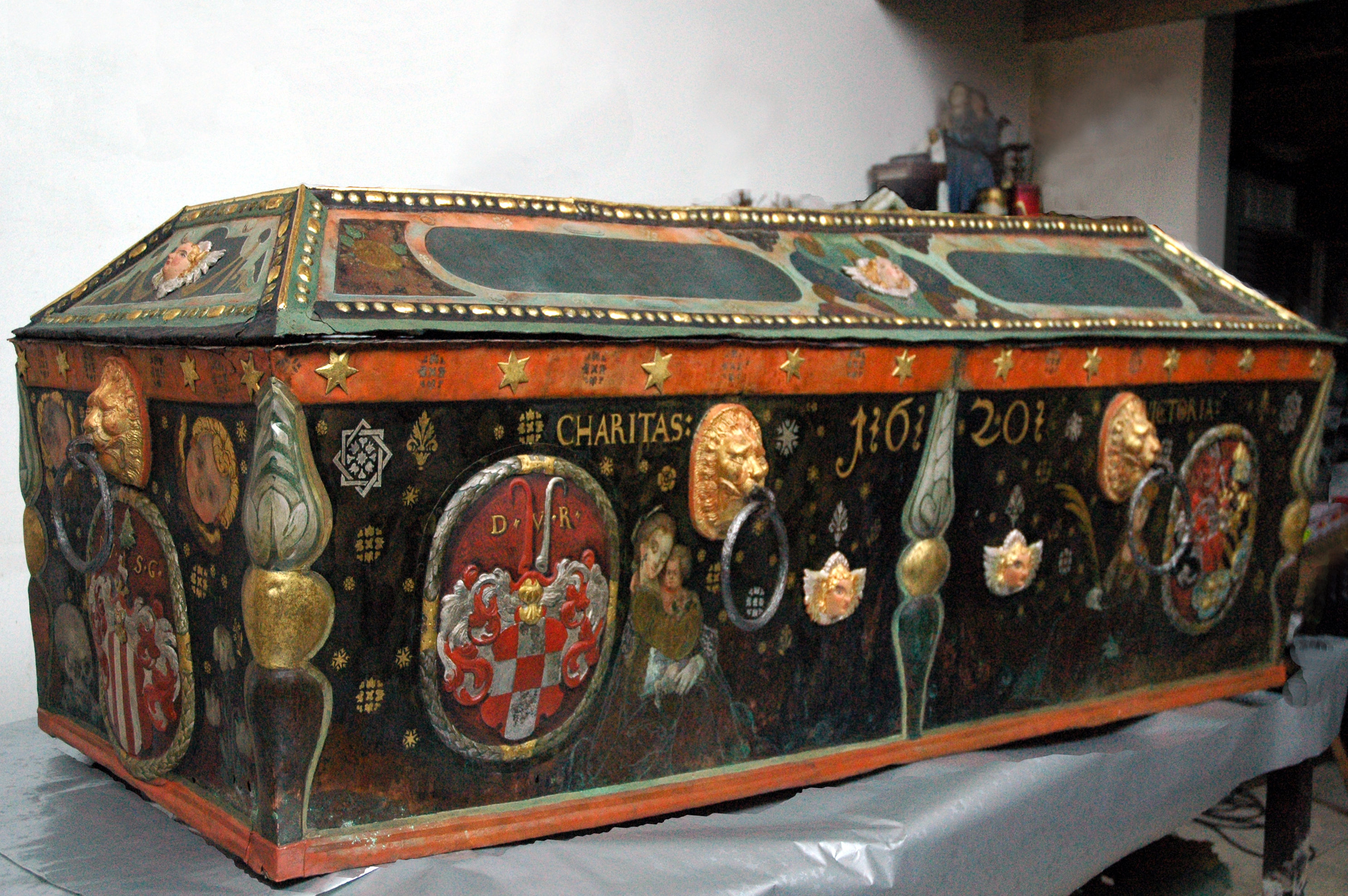
Herby: Schaffgotsch (nogi), Rohr, Promnitz
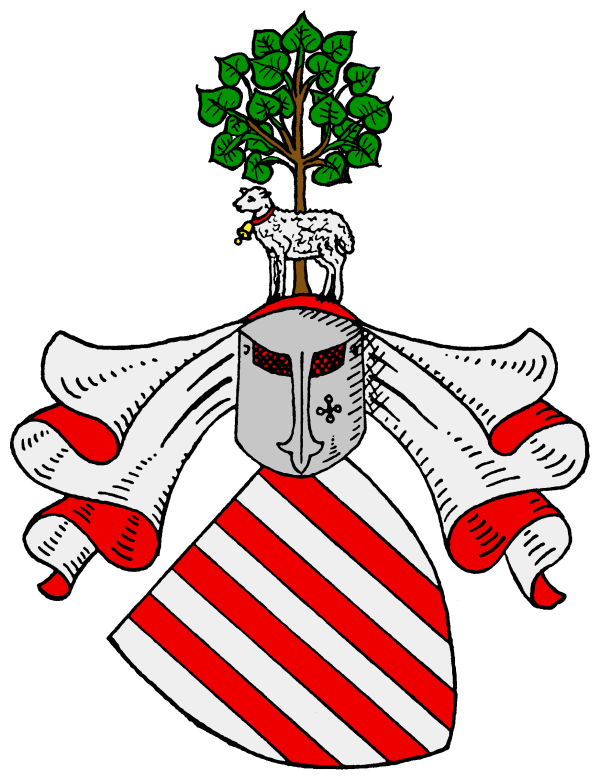
Herb von Schaffgotsch (nogi)
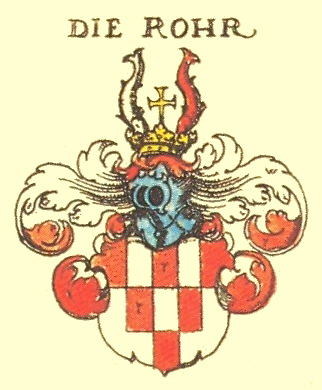
Herb von Rohr

### Sarkofag Joanny von Promnitz
Sarkofag wykonany z miedzi zawiera prawdopodobnie szczątki Joanny von Promnitz, siostry Stanisława i Karola. Ma prostą formę, ozdobiony jest krzyżem na wieku. Pozostałą dekorację stanowią skoble (gwoździe w kształcie litery U) i antaby, a także nitowane łączenia blach. Wewnątrz znaleziono obrączkę z inskrypcją. Pochodzi z 1582 r., jest to najstarszy datowany sarkofag pochodzący z krypty rodowej Promnitzów w Pszczynie.

### Sarkofagi dziecięce

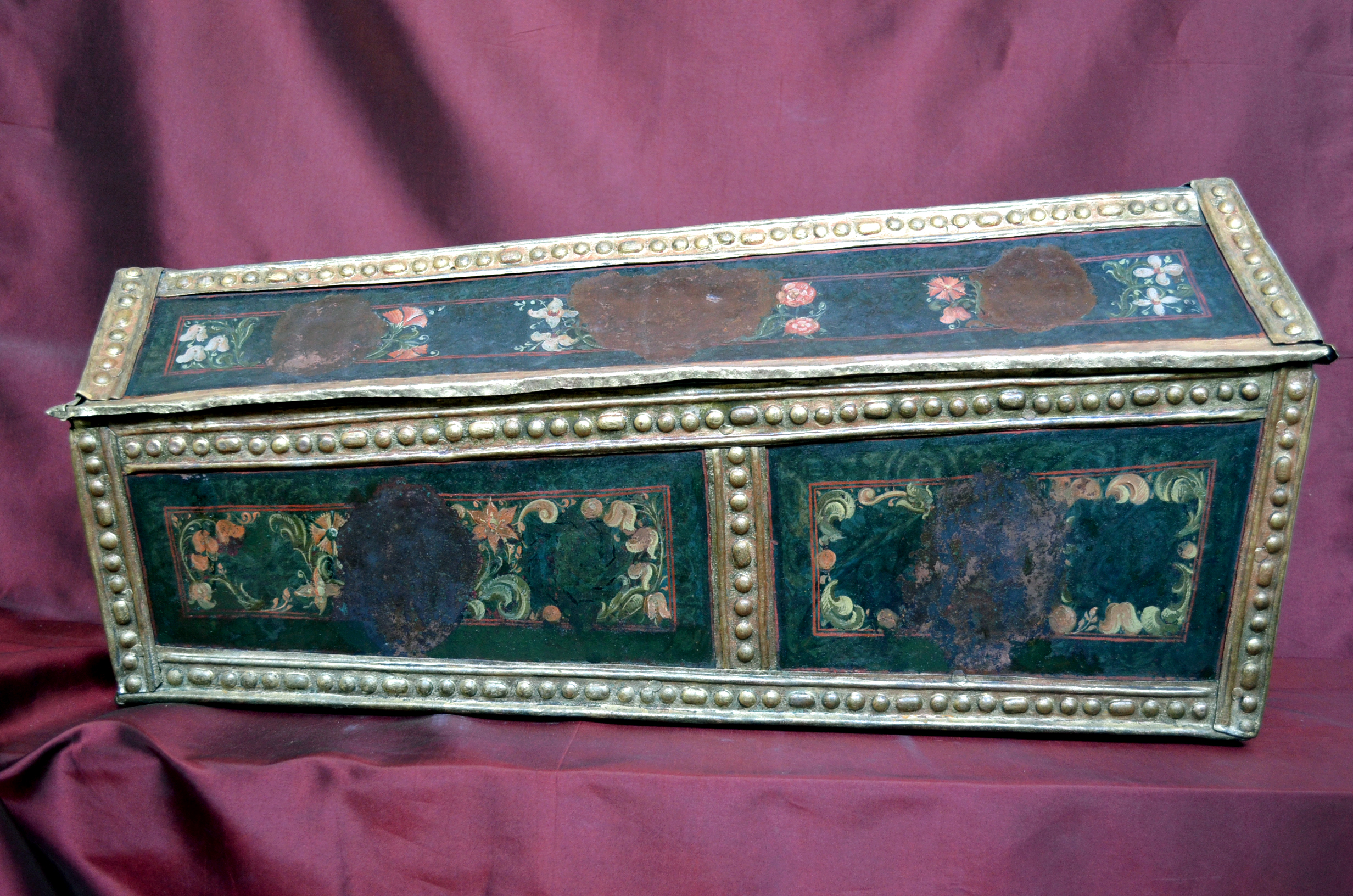
Sarkofag dziecięcy nr 3

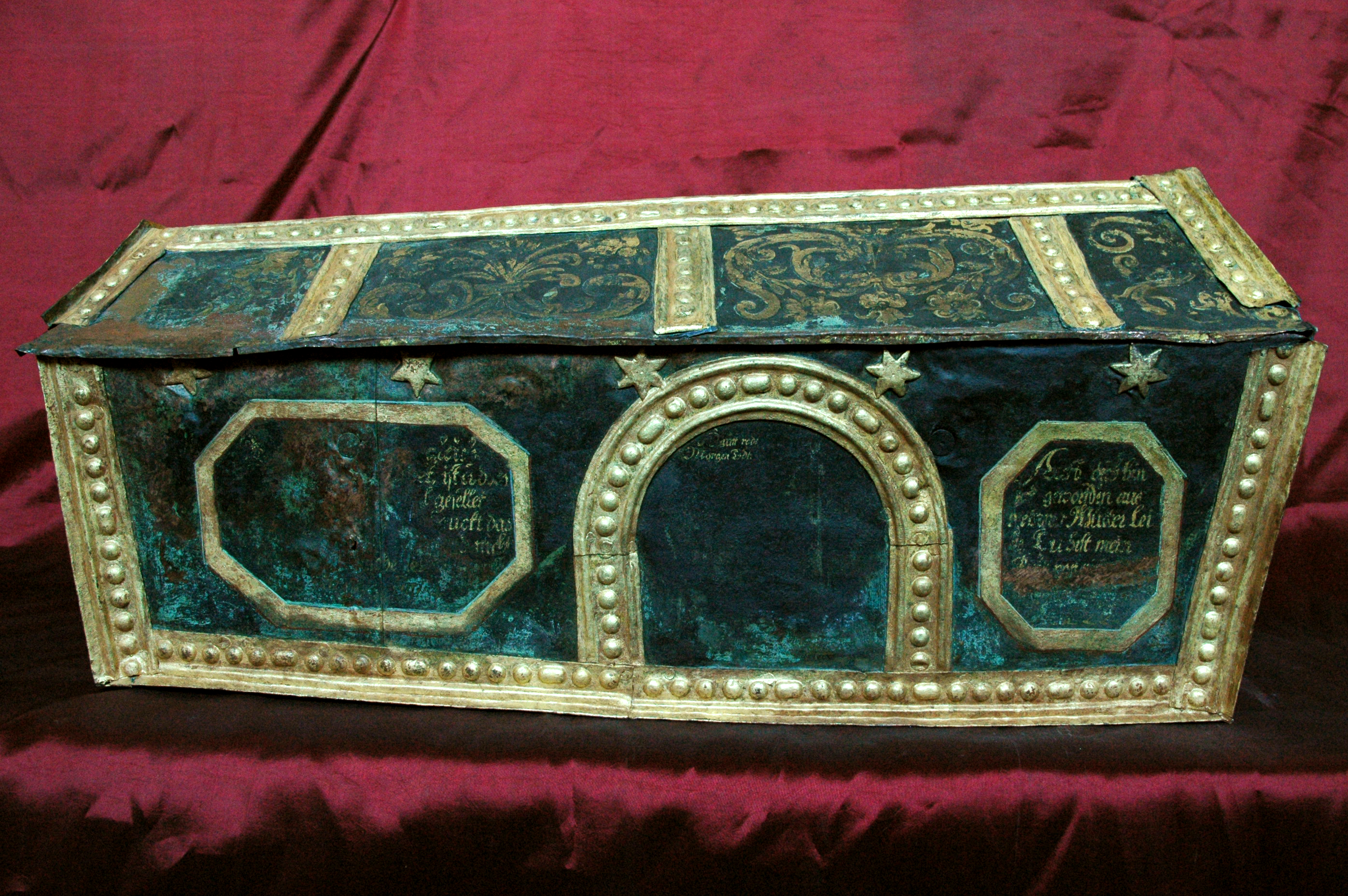
Sarkofag dziecięcy nr 4

W krypcie znajdowało się pięć sarkofagów dziecięcych z pochówkami dzieci z rodu von Promnitz. Obiekt nr 3 wykonany z miedzi zawiera szczątki córki Małgorzaty Katarzyny Kolowrat i Zygfryda II von Promnitza (identyfikacja na podstawie herbów „w głowie” i „w nogach”). Sarkofag nr 4, również miedziany, to prawdopodobnie miejsce pochówku chłopca. Na nim zachował się jedynie herb ojca (rodu von Promnitz), inskrypcje (cytaty z Biblii: wersety Psalmów 139 i 22) oraz dekoracje w formie gwiazd. W kolejnej trumnie, oznaczonej numerem 5, pochowane zostało dziecko Abrahama von Promnitza i Anny Marii. Obiekty oznaczone numerami 7 i 8 zawierają niezidentyfikowane pochówki. W sarkofagu nr 7 pochowana jest prawdopodobnie dziewczynka w wieku 10-11 lat, trumna nr 8 zawierała szczątki dziecka w wieku między 18 a 24 miesiącem życia.

### Sarkofag cynowy nr 12
W sarkofagu zidentyfikowano szczątki co najmniej 6 osób różnego wieku i płci. Znajdowały się również w nim również fragmenty skór i tkanin. Obiekt był poddany pracom konserwatorskim w 2018 r.

### Sarkofag miedziany nr 13
Sarkofag miedziany wypełniony wapnem jest jednym z najstarszych znalezisk w krypcie, datowanym (przez analogię do sarkofagu Joanny) na 1582 r. Być może został w nim pochowany Stanisław von Promnitz, bratanek Baltazara von Promnitza, lub Karol von Promnitz.

## Konserwatorzy i badacze
Badania i konserwację zabytkowych sarkofagów rodu von Promnitz z krypty w kościele Wszystkich Świętych w Pszczynie prowadzili:
- prof. Wiesław Barabasz – mykolog i mikrobiolog,
- dr hab. Henryk Głąb – antropolog[32],
- dr Małgorzata Kępa – antropolog,
- archeolodzy: dr Mirosław Furmanek, Sławomir Kulpa, Adrian Podgórski,
- dr hab. Małgorzata Grupa – specjalista w dziedzinie konserwacji zabytkowych tkanin,
- Agata Sady – paleobotanik,
- dr Norbert Mika – historyk,
- dr Agnieszka Trzos – konserwator dzieł sztuki,
- Tomasz Trzos – konserwator dzieł sztuki[33].

## Po konserwacji
Sarkofagi rodu von Promnitz, po zakończonej w 2018 r. konserwacji, zostały przekazane jako depozyt do Muzeum Zamkowego w Pszczynie, gdzie (2023) są prezentowane na wystawie Memento Mori. Pochówki Panów Pszczyńskich. Równocześnie trwają prace adaptacyjne mające na celu przystosowanie krypty rodowej von Promnitzów w kościele Wszystkich Świętych oraz sąsiadującego z nią pomieszczenia do celów wystawienniczych. Docelowo planowana jest ich ekspozycja w podziemiach kościoła.